# Кароль, Игорь Леонидович
Игорь Леонидович Кароль (27 июля 1927 — 21 октября 2021) — советский и российский учёный в области теории и моделирования глобального климата и химии атмосферы, доктор физико-математических наук, профессор, заслуженный деятель науки РФ (1997).

## Биография
Родился 27 июля 1927 г. в Ленинграде.
Окончил математико-механический факультет Ленинградского государственного университета (1949) и его аспирантуру. После защиты кандидатской диссертации работал сначала в Институте прикладной геофизики, затем — в Институте прикладной метеорологии (Обнинск).
С 1972 г. старший научный сотрудник Главной геофизической обсерватории им. А. И. Воейкова (Ленинград).
Доктор физико-математических наук, профессор. Докторская диссертация:
- Расчёт глобального распространения и выпадения радиоактивных изотопов и вопросы планетарного обмена в тропосфере и нижней стратосфере : в 2-х томах : диссертация … доктора физико-математических наук : 01.00.00. — Обнинск, 1969. — 613 с. : ил.

По совместительству преподавал в Ленинградском (Санкт-Петербургском) государственном университете, читал курс по теории климата.

## Научная деятельность
Область научных исследований — оценка:
- последствий попадания в атмосферу продуктов сгорания авиационных и ракетных двигателей,
- откликов климатической системы на антропогенное загрязнение атмосферы,
- возможных радиационных и фотохимических эффектов, вызванных ядерными взрывами,
- влияния солнечно-земных связей на газовый состав атмосферы и др.

### Научные труды
Автор более 200 научных и научно-популярных работ, в том числе нескольких монографий.
- Введение в динамику климата Земли / И. Л. Кароль. — Л. : Гидрометеоиздат, 1988. — 214,[1] с. : ил., карт.; 22 см; ISBN 5-286-00054-1
- Климатические последствия ядерной войны / И. Л. Кароль. — Л. : Ленингр. орг. о-ва «Знание» РСФСР, 1987. — 18,[2] с.; 22 см.
- Парадоксы климата : ледниковый период, или обжигающий зной? / И. Л. Кароль, А. А. Киселёв. — Москва : АСТ-Пресс, 2013. — 282, [1] с., [8] л. цв. ил., карты : ил., табл.; 21 см. — (Проект «Наука и мир»).; ISBN 978-5-462-01402-4
- Озонный щит Земли и человек / И. Л. Кароль; О-во «Знание» России, Санкт-Петербург. орг. — СПб. : Санкт-Петербург. орг. о-ва «Знание» России, 1992. — 29,[3] с. : ил.; 21 см; ISBN 5-7320-0406-8 :
- Газовые примеси в атмосфере / И. Л. Кароль, В. В. Розанов, Ю. М. Тимофеев. — Л. : Гидрометеоиздат, 1983. — 192 с. : ил.; 22 см;
- Атмосферный озон — сенсации и реальность / А. Д. Данилов, И. Л. Кароль. — Л. : Гидрометеоиздат, 1991. — 119 с. : ил.; 20 см; ISBN 5-286-00649-3 :
- С метаном по жизни / А. А. Киселёв, И. Л. Кароль; Федеральная служба по гидрометеологии и мониторингу окружающей среды (Росгидромет), Климатический центр Росгидромета. — Санкт-Петербург : ГГО, 2019. — 72 с. : табл., цв. ил., табл.; 30 см; ISBN 978-5-9500883-7-7 : 300 экз.
- Радиационно-фотохимические модели атмосферы / [Н. Г. Андронова, В. В. Бабанова, И. Л. Кароль и др.] ; Под ред. И. Л. Кароля ; Гл. геофиз. обсерватория им. А. И. Воейкова. — Л. : Гидрометеоиздат, 1986. — 190,[2] с. : граф.; 22 см.

## Награды и премии
- Заслуженный деятель науки РФ (1997).
- Медаль ордена «За заслуги перед Отечеством» 2-й степени (2008).
- Премия имени М. И. Будыко (2008) — за цикл работ, посвящённых проблеме глобальных изменений климата и исследования по изучению изменений газового и аэрозольного состава атмосферы в результате естественных и антропогенных факторов.